# Sulphur Creek Archeological District
 (juin 2020).
Le Sulphur Creek Archeological District est un district historique américain dans le comté de Shasta et le comté de Tehama, en Californie. Protégé au sein du parc national volcanique de Lassen, il est inscrit au Registre national des lieux historiques depuis le 14 avril 1980.